# Шарон (Пенсільванія)
Шарон (англ. Sharon) — місто (англ. city) в США, в окрузі Мерсер штату Пенсільванія. Населення — 13 147 осіб (2020).

## Географія
Шарон розташований за координатами 41°14′2″ пн. ш. 80°29′59″ зх. д. / 41.23389° пн. ш. 80.49972° зх. д. (41.233969, -80.499812). За даними Бюро перепису населення США в 2010 році місто мало площу 9,76 км², уся площа — суходіл.

## Демографія
Згідно з переписом 2010 року, у місті мешкало 14 038 осіб у 6035 домогосподарствах у складі 3472 родин. Густота населення становила 1438 осіб/км². Було 7136 помешкань (731/км²).
Расовий склад населення:
| - 80,4 % — білих - 14,6 % — чорних або афроамериканців - 0,5 % — азіатів - 0,2 % — корінних американців |

До двох чи більше рас належало 3,7 %. Частка іспаномовних становила 1,8 % від усіх жителів.
За віковим діапазоном населення розподілялося таким чином: 24,1 % — особи молодші 18 років, 59,9 % — особи у віці 18—64 років, 16,0 % — особи у віці 65 років та старші. Медіана віку мешканця становила 39,8 року. На 100 осіб жіночої статі у місті припадало 88,8 чоловіків; на 100 жінок у віці від 18 років та старших — 84,5 чоловіків також старших 18 років.
Середній дохід на одне домашнє господарство становив 48 118 доларів США (медіана — 30 720), а середній дохід на одну сім'ю — 55 122 долари (медіана — 38 699). Медіана доходів становила 41 843 долари для чоловіків та 25 765 доларів для жінок. За межею бідності перебувало 24,5 % осіб, у тому числі 34,1 % дітей у віці до 18 років та 12,4 % осіб у віці 65 років та старших.
Цивільне працевлаштоване населення становило 5764 особи. Основні галузі зайнятості: освіта, охорона здоров'я та соціальна допомога — 31,0 %, роздрібна торгівля — 15,4 %, виробництво — 12,2 %, мистецтво, розваги та відпочинок — 11,6 %.

## Персоналії
- Джон Д. Макдональд (1916—1986) — американський письменник детективного і науково-фантастичного жанру
- Кармен Аргенціано (1943—2019) — американський актор.